# Susan Ofori-Atta
Susan Barbara Gyankorama Ofori-Atta also de Graft-Johnson, DRCOG, DRCPCH, FGA (Kyebi, Ghana, 1917 – Reino Unido, julio de 1985) fue una médica ghanesa – la primera médica de la Costa de Oro y la tercera de África Occidental tras Savage (1929) y Awoliyi (1938). Fue la primera mujer de Ghana y la cuarta de África Occidental en conseguir un título universitario.
Ofori-Atta fue médica jefa en el hospital de Kumasi y, posteriormente, en el hospital Princess Louise para Mujeres. Fue contemporánea de Matilda J. Clerk, la segunda médica ghanesa. Ofori-Atta recibió un doctorado honorífico en ciencias por la  Universidad de Ghana por su trabajo en la malnutrición infantil y la Royal Cross por el papa Juan Pablo II cuando éste visitó Ghana en 1980 en reconocimiento a sus servicios médicos gratuitos en su clínica.
Ofori-Atta ayudó a crear la Women's Society for Public Affairs y fue Foundation Fellow de la Academia de Artes y Ciencias de Ghana. Sus logros son una fuente de inspiración para las médicas de Ghana.

## Primeros años y educación
Miembro de la prominente dinastía real Ofori-Atta, Susan Ofori-Atta nació en Kyebi, Costa del Oro (actual Ghana), en 1917 en el seno de una familia compuesta por Nana Sir Ofori Atta I, el Okyenhene y Paramount Chief de la Akyem Abuakwa Traditional Area, y Nana Akosua Duodu.
Ofori-Atta cursó sus estudios de educación primaria en el convento de St. Mary en Elmina alrededor de 1921 y  educación secundaria en el Achimota School en 1929. Fue elegida prefecta del colegio en su último año y obtuvo el Cambridge School Certificate. Se formó como matrona en el Korle-Bu Midwifery Training School, graduándose en 1935, y amplió sus conocimientos en Escocia. Después, trabajó como matrona en el hospital universitario Korle-Bu. Posteriormente se matriculó en el Edinburgh University Medical School, donde consiguió su título en medicina (MBChB) en 1947. Su padre, Ofori Atta I, pagó sus estudios en el extranjero.

## Carrera y activismo
Ofori-Atta comenzó su carrera como matrona y posteriormente se formó como pediatra, siendo la primera médica de la Costa de Oro her career as a midwife and then studied to become a pediatrician, making her the first female doctor in the Gold Coast (actual Ghana). En 1960, ayudó como voluntaria en un hospital congolés infradotado.  Durante su trabajo como médica en el hospital Princess Marie Louise fue nombrada «mmofra doctor» (médica de niños). Dejó dicho hospital para unirse a la University of Ghana Medical School, donde fue miembro fundador del departamento de Pediatría antes de iniciar su propia práctica médica privada, la Clínica Acra. Fue también reconocida por el Royal College of Obstetricians and Gynaecology (1949) y el Royal College of Paediatrics and Child Health (1958).
Ofori-Atta fue defensora de los derechos de la mujer y los niños y se opuso al sistema de herencia Akan, promoviendo cambios en la legislación que asegurara el derecho a heredar a las esposas y niños cuyos esposos y padres murieran intestados. Sus esfuerzos llevaron a la promulgación de la PNDC Intestate Succession Law en 1985. Fue miembro de la Asamblea Constituyente de 1969 que escribió el borrador de la Constitución de la Segunda República de Ghana.
En 1974, se le concedió un doctorado honorífico en ciencias por la Universidad de Ghana por su investigación pionera en la malnutrición infantil — "Kwashiorkor", a term she coined that became a medical term in the global community. Era una feligresa activa en la Iglesia Católica de Ghana, especialmente en la Diócesis de Acra. También fue miembro ejecutivo de la Federación de Asociaciones de Médicos Católicos y miembro de la Asociación de Médicos Católicos de Ghana.

## Vida personal y familia
Ofori-Atta se casó con E. V. C. de Graft-Johnson, barrister-at-law establecido en Acra y familiar cercano de Joseph W.S. de Graft-Johnson, vicepresidente de Ghana de 1979 a 1981. Durante la década de 1960, E. V. C. de Graft Johnson mantuvo una protesta en solitario en una materia legal en el exterior de los edificios de la Corte Suprema.  En 1979, E.V.C. de Graft-Johnson fue vicepresidente del partido de centro-izquierda, Social Democratic Front (SDF).
El hermano mayor de Susan Ofori-Atta fue William Ofori-Atta, político y abogado de la Costa de Oro, ministro de Asuntos Exteriores y uno de los miembros fundadores de la United Gold Coast Convention (UGCC), así como uno de los «The Big Six», un grupo de activistas políticas detenidos por el gobierno británico colonial tras los disturbios de Acra de 1948, inicio de la lucha por la independencia de Ghana, que se conseguiría en 1957. Su otro hermano era Kofi Asante Ofori-Atta, alto cargo del gobierno local del Convention People's Party (CPP) de Kwame Nkrumah y, posteriormente, portavoz del Parlamento de Ghana. Su hermano menor fue Adeline Akufo-Addo, Primera dama de Ghana durante la Segunda República.

## Fallecimiento
Susan Ofori-Atta murió de causas naturales en julio de 1985 en Reino Unido. Un edificio en su alma mater Achimota School fue bautizado en su honor.